# ウーマン・イン・ホワイト
『ウーマン・イン・ホワイト』（英語：The Woman in White ）は、ウィルキー・コリンズの小説『白衣の女』（原題同じ）を原作とする、アンドルー・ロイド・ウェバーの作曲によるミュージカル作品である。舞台は19世紀半ばの英国。個性的な登場人物がおりなす恋、友情、陰謀、対決など、ミステリーありロマンスありの物語である。2004年9月15日、ロンドンで世界初演された。2007年11月18日に青山劇場において日本初演された。2010年1月12日にはキャストを一新して日本において再演された。

## 作品

### オリジナル・スタッフ
- 原作：ウィルキー・コリンズ「白衣の女」
- 作曲：アンドルー・ロイド・ウェバー
- 作詞：デヴィッド・ジッペル（英語版）
- 脚本：シャーロット・ジョーンズ（英語版）
- 演出：トレヴァー・ナン（英語版）

### 公演記録等
- 2004年9月15日 - 2006年2月25日 ウェストエンド（ロンドン）、パレス・シアターにて500公演
- 2005年11月17日 - 2006年2月19日 ブロードウェイ、マーキス・シアターにて129公演（プレビュー含む）

## 日本での公演

### 2007年
- 2007年11月18日 - 12月2日 青山劇場
- 2007年12月22日 - 12月23日 愛知県勤労会館

#### スタッフ
- 演出：松本祐子
- 翻訳・訳詞：竜真知子
- 主催：TBS、ホリプロ

#### キャスト
- マリアン・ハルカム：笹本玲奈
- ウォルター・ハートライト：別所哲也
- ローラ・フェアリー：神田沙也加
- パーシヴァル・グライド卿：石川禅
- アン・キャスリック：山本カナコ
- フレデリック・フェアリー：光枝明彦
- フォスコ伯爵：上條恒彦

2008年、笹本玲奈はこの作品により、第15回読売演劇大賞優秀女優賞および杉村春子賞を受賞した。

### 2010年
- 2010年1月12日 - 1月24日 青山劇場
- 2010年1月30日 - 1月31日 シアターBRAVA!

#### スタッフ
- 演出：松本祐子
- 翻訳・訳詞：竜真知子
- 音楽監督：塩田明弘
- 主催：TBS、ホリプロ

#### キャスト
- マリアン・ハルカム：笹本玲奈
- ウォルター・ハートライト：田代万里生
- ローラ・フェアリー：大和田美帆
- パーシヴァル・グライド卿：パク・トンハ
- アン・キャスリック：和音美桜
- フレデリック・フェアリー：光枝明彦
- フォスコ伯爵：岡幸二郎